# هیلری لینزی
هیلری لینزی (انگلیسی: Hillary Lindsey) خواننده و ترانه‌سرای اهل ایالات متحده آمریکا است. وی از سال ۱۹۹۶ میلادی تاکنون مشغول فعالیت بوده‌است. لینزی یک جایزه گرمی برای بهترین ترانه کانتری برای ترانه "Jesus, Take the Wheel" کری آندروود برنده شد.